# Baslerstab
Le Baslerstab est un journal quotidien gratuit suisse de langue allemande.

## Histoire et profil
Le journal a été lancé en 1977 à la suite de la fusion du Basler Nachrichten et du National-Zeitung. Le journal est publié par Basler Zeitung Medien à Bâle.
Il est publié sous trois formes : une édition de la ville et un journal en ligne, du lundi au vendredi, et une édition régionale les mercredis et vendredis.
En 2005, le journal avait un tirage de 194 358 exemplaires par jour.
Basler Zeitung Medien publie également le Basler Zeitung.